# 苏联交通部
苏联交通部负责全苏的道路与铁路交通运输工作。为苏联部长会议下设的一个全联盟部。

## 历史
第二次世界大战，苏联铁路遭到严重损失，65000km路线、4100个车站、13000座桥梁、16000台蒸汽机车及400 000辆铁路车辆遭到破坏。
1946年3月，苏联交通人民委员部改称苏联交通部。 
1954年，分出了苏联交通建设部。此后，苏联交通部实际上只负责铁道工作。另有苏联民航部、苏联海运部。苏联交通建设部下设：
- 线路规划设计总局：负责铁路、公路的规划与设计
- 桥梁工程总局：负责铁路、公路桥梁施工
- 公路工程总局：负责公路施工。下属15个筑路托拉斯，每个托拉斯有5至7个工程处，职工总数达数十万人。
- 全苏公路勘测设计院
- 全苏道路科学研究院

苏联公路分为六级：
- 国家公路（国家干线公路与国家一般公路）：由中央规划建设，建成后交由加盟共和国管理和养护。
- 加盟共和国公路：各加盟共和国设有公路和汽车运输管理部，集中统一管理公路运输。苏联中央政府不负责公路运输管理工作。
- 州（边疆区、自治共和国）公路：州级政府设有公路运输局。
- 区级地方公路：区级政府设有公路段、公路站等。
- 工业专用路：自建自养
- 农业道路：自建自养

1960年3月3日，苏联最高苏维埃主席团发布命令，撤销了运输检察机关。
1965年苏联铁路总长度为十三万公里。
1975年，苏联铁路长度比战前增加了1.76万km，运输量增长了3倍 (达到了36.211亿吨)。电化牵引完成了51.7%的运输量，内燃牵引完成了47.9%的运输量。3.89万km铁路实现电化。6.24万km实现了自动闭塞。
1976年1月1日，苏联城市地铁的建设与运营划归苏联交通部新组建的“地下铁道管理总局”。原来运输建设部负责地铁建设、各市政府负责运营。
1976年，苏联全社会总货物周转量5.4万亿吨公里，比1913年的1260亿吨公里增加了42倍；全社会总客运周转量3150亿人公里，比1913年的250亿人公里增加了11倍；铁路完成了全部货运量65%，国内货运量75%，客运量50%。铁路营业里程比1913年增加了一倍（70 000km）。1976年平均货运密度超过了4000万总重吨公里/公里，繁忙区段（如鄂木斯克至新西伯利亚）达到2亿总重吨公里/公里。苏联铁路基本完成了牵引动力改造。
1977年2月28日，苏联总检察长发布命令，重新建立运输检察机关。后于1980年11月5日，苏联总检察长签署命令，组建相当于州检察院一级的铁路运输检察院、航空运输检察院、水上运输检察院。
1978年铁路货运周转量达三万四千多亿吨公里，占国内货运任务的四分之三。
1979年底，勃列日涅夫在苏共中央全会上点名批评苏联交通运输，首先是铁路运输方面的问题“特别尖锐”，交通部和国家计划委员会没有妥善执行苏共中央关于发展运输的专门决议，燃料、矿石、木材和谷物等“重要货物的运输计划遭到严重破坏”等等。1965年以来，苏联铁路货运量增长百分之七十，而运输能力只增长百分之二十三，积压待运的货物经常达到几千万吨。
1980年苏联交通部有高等学校15所，中专86所，每年培养出15 000名工程师与45 000名技术员，经费1.1亿卢布。
1982年提出了一个宏大的铁路现代化规划。1982年12月13日，苏联交通部召开部务委员会扩大会议，研究解决铁路运输落后的问题，会后通过了《关于改进国民经济货运和客运计划工作和组织工作、加强经济机制对提高运输企业和运输组织工作效率的影响》的决议。决议要求铁路运输采取加快科学技术的发展速度、广泛采用科技新成果、提高运输工作的效率和质量、加强劳动纪律等措施，确保完成1983年运输计划。
1984年全国货物总周转量为76821亿吨公里，其中铁路占47.4％，管道（仅包括原油、成品油和天然气）占30.8％，海运占12.1％，公路占6.2％，河运占3.5％，航空运输所占比重很小。1984年全国铁路营运里程为14.41万公里其中电气化铁路营运里程为4.79万公里，其中为26700km为直流供电牵引。
1989年，苏联交通部机车车辆修理及配件制造总局辖70家工厂，其中6家为配件制造厂（其中3家生产道岔），其他为电力机车修理、内燃机车修理、电动车组修理、车辆修理厂。共有职工16.4万人，年产值20亿卢布，其中配件产值3.5亿卢布。
1992年1月20日，成立俄罗斯联邦交通部。

## 苏联交通部长
历任苏联交通部长：
- 伊万·弗拉基米罗维奇·科瓦廖夫 (19.3.1946 - 5.6.1948)
- 鲍里斯·帕夫洛维奇·别谢夫（俄语：Бещев, Борис Павлович） (5.6.1948 - 14.1.1977)
- 伊万·格里戈利耶维奇·帕夫洛夫斯基（俄语：Павловский, Иван Григорьевич (министр)） (14.1.1977 - 29.11.1982)
- 尼古拉·谢苗诺维奇·科纳列夫（俄语：Конарев, Николай Семёнович） (1.12.1982 - 26.10.1990)
- 列昂尼德·伊万诺维奇·马秋欣（俄语：Матюхин, Леонид Иванович） (8.5.1991 - 24.8.1991)